# Río Scioto

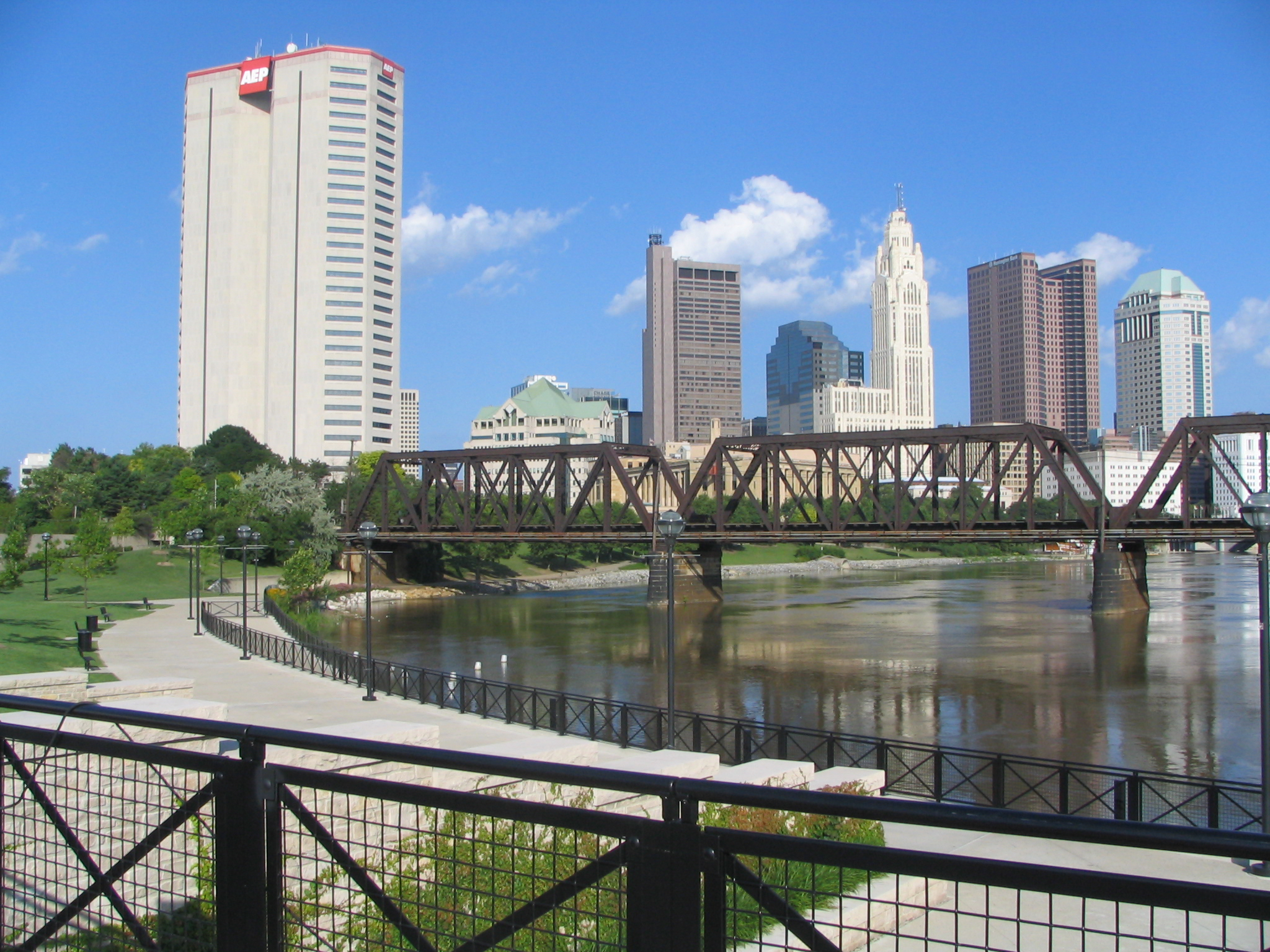
El Scioto a su paso por Columbus.

El Scioto es un río del centro de Estados Unidos con 372 km de longitud que se desplaza por la parte central del estado de Ohio y desemboca en el río Ohio cerca de Portsmouth. Alimenta los lagos artificiales de O'Shaughnessy y Griggs. En Columbus, la capital estal, recibe su principal afluente, el Olentangy. También pasa por la ciudad de Chillicothe. Hoy su caudal de agua no permite la navegación.

## Descripción
Debe su nombre a una palabra india que significa "ciervo". Los indios y los primeros europeos lo usaron como vía de navegación. 
Nace en la zona centro-occidental de Ohio. Fluye primerohacia el oriente y luego hacia el sur. También se le conoce como Little Scioto. Baña la ciudad de Columbus y alimenta los lagos artificiales de O'Shaughnessy y Griggs. 
En Columbus recibe su principal afluente, el río Olentangy. Al sur del estado pasa por Chillicothe. Desemboca en el río Ohio cerca Portsmouth.